# ذئب وول ستريت (فلم)
ذئب وول ستريت (بالإنجليزية: The Wolf of Wall Street ذا وولف اوف وول ستريت)؛ هو فيلم سيرة ذاتية جريمة وكوميديا سوداء أمريكي، أُصدر عام 2013، من إخراج مارتن سكورسيزي، مستوحى من مذكرات رجل الأعمال السابق جوردن بلفورت. السيناريو من تأليف تيرينس وينتر. ليوناردو دي كابريو، الذي كان أيضًا منتجًا للفيلم، لعب دور البطولة في الفيلم بدور جوردان بيلفورت، بالإضافة إلى جونا هيل الذي أدى دور دوني أزوف، وهو صديق جوردان وشريكه في العمل. مثّل في الفيلم أيضًا مارجوت روبي، والتي أدت دور «نعومي» زوجة جوردان، وكايل تشاندلر بدور وكيل في مكتب التحقيقات الفيدرالي الذي يحاول الإيقاع بجوردان. يمثل الفيلم التعاون الخامس للمخرج سكورسيزي مع دي كابريو، بعد عصابات نيويورك (2002)، والطيار (2004)، والمغادرون (2006)، جزيرة شاتر (2010).
تتحدث قصة الفيلم عن سمسار البورصة جوردان بيلفورت؛ إذ تروي وجهة نظره حول مسيرته المهنية كوسيط للأوراق المالية في مدينة نيويورك وكيف انخرطت شركته ستراتون أوكمونت، في قضية احتيال كبيرة تضمنت عدة أشكال من الفساد في وول ستريت والتلاعب بالأسهم في التسعينات، مما أدى في النهاية إلى سقوطه.
عُرِض ذئب وول ستريت لأول مرة في مدينة نيويورك في 17 ديسمبر 2013، وتم إصداره في الولايات المتحدة في 25 ديسمبر 2013 بواسطة باراماونت بيكتشرز، وفي يناير 2014 في الشرق الأوسط. كان أول فيلم يتم إصداره بالكامل من خلال التوزيع الرقمي. لاقى نجاحًا تجاريًا كبيرًا، حيث بلغ إجمالي أرباحه 392 مليون دولار في جميع أنحاء العالم خلال مسيرته المسرحية، ليصبح فيلم سكورسيزي الأعلى ربحًا. أثار الفيلم جدلاً من الناحية الأخلاقية في تصويره لأحداث الفيلم، والمحتوى الجنسي الصريح، والألفاظ النابية الشديدة، وتصوير تعاطي المخدرات بشكل كبير، واستخدامه للحيوانات أثناء التصوير. سجّل الفيلم رقمًا قياسيًا في موسوعة غينيس للأرقام القياسية لأعلى شتائم في فيلم.
تلقى الفيلم مراجعات إيجابية من معظم النقاد، وترشّح لعدة جوائز، منها جائزتي غولدن غلوب لأفضل فيلم وأفضل ممثل حيث فاز دي كابريو بها، وتلقى أيضا خمسة ترشيحات لجوائز الأوسكار: أفضل فيلم، أفضل مخرج لسكورسيزي، أفضل سيناريو مقتبس لوينتر، أفضل ممثل لدي كابريو وأفضل ممثل مساعد لجونا هيل.

## القصة

### ملخص القصة
يتناول العمل قصة صعود الملياردير الأمريكي جوردان بيلفورت منذ كان موظف في شركة ال اف روتشيلد وسقوطه بالترويج للأسهم الرخيصة. حيث يسرد علاقة جوردان بيلفورت بالمباحث الفيدرالية، ومحاولتها تجنيده وتأثير ذلك على أعماله ثم سقوطه المدوي. تبدأ الأحداث بصعود أسطورة بيلفورت وتحوله لملياردير عبر إنشاء شركة ستراتون أوكمونت، وكيف انتهى به الأمر بعد محاكمته في نهاية التسعينات بتهمٍ مختلفة من ضمنها الإتجار بالمخدرات وغسيل الأموال وسجنه لمدة 36 شهراً.

### القصة كاملة
في عام 1987، يُعين جوردان بيلفورت في وظيفة كوسيط للأوراق المالية في وول ستريت لشركة ال اف روتشيلد، الذي عمل تحت مارك هانا، الذي جذبه بسرعة مع ثقافة سمسار البورصة التي تغذي الجنس والمخدرات ويمرر فكرته بأن هدف سمسار الأوراق المالية الوحيد هو كسب المال لنفسه. لكن سرعان ما وجد جوردان مهنته يأتي بعدها يوم الاثنين الأسود، وهو أعلى انخفاض في سوق الأسهم في يوم واحد بالتاريخ، يتولى بعدها وظيفة في غرفة الغلاية من شركة وساطة في لونغ آيلند متخصصة في الأسهم الصغيرة. بفضل أسلوبه المكافح وخبرته العالية، يصنع جوردان ثروة صغيرة.
جوردان يصادق جاره دوني أزوف، ويصادق اثنين ليقوما بشركتهما الخاصة. يجند جوردان العديد من أصدقاءه، والذين يدربهم في فن «البيع الصعب». ساهمت تكتيكات بيلفورت بدعم مهارة مبيعاتهم إلى حد كبير في نجاح مخطط المضخة والتفريغ الذي ينطوي عليه تضخيم سعر السهم من خلال إصدار بيانات مضللة وإيجابية لبيعه بأسعار زائفة مصطنعة. عندما يبيع مرتكبو المخطط أوراقهم المالية بمبالغ عالية فيها، ينخفض السعر بشكل كبير ويفقد أولئك الذين تم خداعهم للشراء بالسعر المتضخم بمبلغًا كبيرًا من المال. ولإخفاء ذلك، يمنح جوردان الشركة اسماً محترماً اسمه ستراتون أوكمونت في عام 1989. بعد عرضه في فوربس، يتدفق المئات من الممولين الشباب الطموحين إلى شركته. يصبح جوردان ناجح للغاية وينزلق إلى نمط حياة من البغايا والمخدرات. لديه علاقة مع امرأة تدعى نعومي لاباليا. عندما تكتشف زوجة جوردان، يطلقها ويتزوج نعومي في عام 1991. في غضون ذلك، بدأت لجنة الأوراق المالية والبورصة ومكتب التحقيقات الفدرالي بالتحقيق في قضية ستراتون أوكمونت. في عام 1993، يجني جوردان بشكل غير قانوني 22 مليون دولار في ثلاث ساعات بعد تأمين الاكتتاب العام من ستيف مادن. هذا يوجهه هو وشركته إلى مزيد من انتباه مكتب التحقيقات الفدرالي. لإخفاء أمواله، يفتح جوردان حساباً مصرفياً سويسرياً مع المصرفي الفاسد جان جاك سوريل باسم نعومي إيما، وهي مواطنة بريطانية وبالتالي بعيدة عن متناول السلطات الأمريكية. يستخدم زوجته وأصهار صديقه براد بودنيك، الذين يحملون جوازات سفر أوروبية، لتهريب الأموال إلى سويسرا.
يدخل دوني في مشاجرة عامة مع براد، وبينما يهرب دوني، يتم القبض على براد. لا يقول براد كلمة عن دوني أو جوردان للشرطة. علم جوردان من محققه الخاص أن مكتب التحقيقات الفدرالي يقوم بالتنصت على هواتفه. خوفاً من نجله، ينصح والد جوردان ابنه بمغادرة ستراتون أوكمونت والاستلقاء بينما يتفاوض محامي جوردان على صفقة لإبقائه خارج السجن. ومع ذلك، لا يستطيع جوردان أن يستقيل ويتحدث عن البقاء في منتصف خطاب الوداع. في عام 1996، كان جوردن ودوني وزوجاتهم في رحلة باليخت إلى إيطاليا عندما علموا أن العمة إيما ماتت بنوبة قلبية. يقرر جوردان السفر إلى سويسرا على الفور لتسوية الحساب المصرفي. لتجاوز الضوابط الحدودية، أمر قبطان اليخت بالإبحار إلى موناكو، لكن السفينة انقلبت في عاصفة. بعد إنقاذهم، يتم تدمير الطائرة المرسلة لنقلهم إلى جنيف. يعتبر جوردان هذه كعلامة من الله ويقرر أن يستيقظ.
بعد ذلك بعامين، يُلقي مكتب التحقيقات الفدرالي القبض على جوردان لأن سوريل، الذي اُعتقل في فلوريدا بتهمة غير ذات صلة، أبلغ مكتب التحقيقات الفدرالي عن جوردان. بما أن الأدلة ضده ساحقة، يوافق جوردان على جمع الأدلة عن زملائه في مقابل التساهل. نعومي تخبر جوردان أنها تريد الطلاق والحضانة لطفلتها. يدخلان في حجة كاملة مع ضرب جوردان لها والكوكايين المخبأ في وسائد الأريكة، ويحاول الدخول إلى سيارته مع ابنته لكنه يصطدم بعمود من الطوب أثناء الانسحاب من المرآب. في وقت لاحق، يرتدي جوردان سلكاً للعمل ولكنه يوجه ملاحظة إلى دوني تحذره من الكلام. دوني يحتفظ بالمذكرة. يتم القبض على جوردان لخرقه اتفاق التعاون. يقوم مكتب التحقيقات الفدرالي بالهجوم وإغلاق شركة ستراتون أوكمونت. على الرغم من الانتهاك، يحصل جوردان على عقوبة مخففة لمدة 36 شهراً في أدنى سجن أمني لشهادته ويتم الإفراج عنه بعد قضاء 22 شهرًا. بعد إطلاق سراحه، يعمل بعدها جوردان حلقات دراسية حول تقنية المبيعات.

## طاقم التمثيل
- ليوناردو دي كابريو بدور جوردن بلفورت
- جونا هيل بدور «دوني أزوف»
- مارجوت روبي بدور «نعومي لاباجليا»
- ماثيو ماكونهي بدور «مارك هانا»
- كايل تشاندلر بدور «باتريك دنهام»
- روب راينر بدور «ماكس بلفورت»
- جون بيرنثال بدور «براد بودنيك»
- جون فافرو بدور «ماني ريسكين»
- جون دوجردان بدور «جان جاك سورل»
- كريستين ميليوتي بدور «تيريزا بترلوا»
- بي جاي بيرن بدور «نيكي كوسكوف»

## الإنتاج

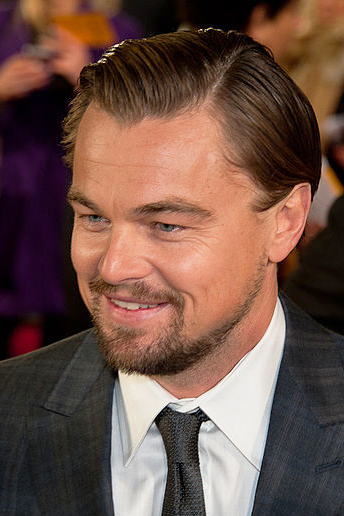
ليوناردو دي كابريو في العرض الأول للفيلم في لندن، يناير 2014.

### التطوير
في 2007، ربح ليوناردو دي كابريو حرب مزايدة ضد براد بيت من أجل الحصول على حقوق مذكرات «ذئب وول ستريت» ل جوردن بلفورت. تم وضع سكورسيزي لإخراج الفيلم، خلال مرحلة ما قبل الإنتاج، عمل مارتن سكورسيزي على سيناريو الفيلم لخمسة أشهر قبل عمله على جزيرة شاتر، لكنه لم يتلقَ الضوء الأخضر من وارنر برذرز للبدء بالإنتاج.
في 2010، عرضت وارنر برذرز إخراج الفيلم على ريدلي سكوت، مع ليوناردو دي كابريو بالدور الرئيسي. في نهاية المطاف تخلت وارنر برذرز عن المشروع.
في 2012، تم اعطاء الضوء الأخضر بواسطة شركة إنتاج مستلقة تدعى Red Granite Pictures والتي طلبت أن يكون للفيلم «لا حدود أو رقابة من أي شيء»، سكورسيزي عاد للمشروع وهو يعلم أنه لن يكون هناك حدود للمحتوى الذي سينتجه. كما طلبت Red Granite Pictures من شركة باراماونت بيكتشرز توزيع الفيلم؛ وافقت شركة باراماونت بيكتشرز على توزيع الفيلم في أمريكا الشمالية واليابان، ثم بالتوزيع إلى باقي الأسواق الدولية. حصلت شركة يونيفرسال بيكتشرز انترناشيونال (UPI) على حقوق التوزيع الدولي للفيلم.
وفقًا لجوردان بلفور، طلبت منه راندوم هاوس تخفيف أو إزالة صور الفجور في بعض فقرات مذكراته قبل نشرها، خاصة تلك المتعلقة بحفل توديع العزوبية التي قام به والتي تضمنت أفعالًا عن البهيمية، وتفشي تعاطي المخدرات وأكسيد النيتروس، وتضمنت بشكل خاص أفعال «مزعج» رواها في بودكاست لوجان بول. في النهاية، لم تحتوي النسخة المنشورة من المذكرات ولا الفيلم على إلى تلك الإشارات.
الأسماء الحقيقة للشخصيات الموجودة في المذكرات تم تغييرها. دوني أزوف الاسم الحقيقي له هو داني بوروش، تم تغيير الاسم بعد أن هدد بوروش بمقاضاة صانعي الأفلام. يؤكد بوروش أن معظم الفيلم كان خياليًا وأن دوني أزوف لم يكن في الواقع تصويرًا دقيقًا له. عميل مكتب التحقيقات الفيدرالي باتريك دنهام هو جورجي كولمان، والمحامي ماني ريسكين هو آرا لي سوركين. زوجة بلفورت الأولى، دينيس لومباردو تم تغير اسهما إلى تيريزا بترلوا، بينما زوجته الثانية نادين كريدي أصبحت نعومي لاباجليا. مارك هانا لم يتغير اسمه.
في يناير 2014، كشف جوناه هيل في مقابلة له مع هوارد ستيرن أنه نال 60 ألف دولار فقط من الفيلم (أقل راتب ممكن لمقدار عمله)، بينما تلقى شريكه في التمثيل ليوناردو دي كابريو (والذي أنتج الفيلم أيضًا) 10 ملايين دولار. لم يهتم هيل بالتسوية، بل أراد أن يلعب دور دوني أزوف بأي شكل لدرجة أنه كان على استعداد لفعل كل ما يتطلبه الأمر للحصول على الدور لأنه كان حلمه أن يكون في فيلم لسكورسيزي.

### التصوير
بدأ التصوير بدأ في 8 أغسطس 2012 في نيويورك. أعلن جونا هيل أن أول يوم له في التصوير هو 4 سبتمبر 2012. كان التصوير جرى أيضاً في كلوستر، نيوجرسي وهاريسون، نيويورك. في يناير 2013 تم تصوير مشاهد إضافية في مبنى مكاتب مهجور في اردسلي، نيويورك.
محررة الأفلام ثيلما شوونميكر والتي قامت بمونتاج جميع أفلام سكورسيزي منذ الثور الهائج، اعترفت ان الفيلم سيصور رقمياً بدل من عادي. سكورسيزي، والذي كان من دعاة التصوير العادي، قرر تصوير هيوغو رقمياً لأنه كان يصور ثلاثي الأبعاد. ذئب وول ستريت كان في الاصل مخطط له أن يصور رقمياً لكنه صور عادي رغم انه ثنائي الأبعاد. ثيلما عبرت عن خيبة أملها من القرار، قائلة، «يبدوا أننا خسرنا المعركة. أظن ان مارتي مارتن سكورسيزي سيشعر بالأسف، وليس هناك مناصر للتصوير العادي أكثر منه.» على أي حال، بعد إجراء العديد من أختبارات المقارنة خلال مرحلة ما قبل الإنتاج، تم تصوير غالبية الفيلم بالعادي بينما المشاهد التي تستخدم تأثيرات شاشة خضراء أو الإضاءة الخافتة صورت رقمياً. الفيلم يحتوي على 400-450 لقطة مؤثرات بصرية.

### استخدام الحيوانات
يستخدم ذئب وول ستريت الحيوانات بما في ذلك الشمبانزي، والأسد، والثعبان، والسمكة، والكلاب. تم توفير الشمبانزي والأسد من قبل محمية Big Cat Habitat للحياة البرية في مقاطعة ساراسوتا، فلوريدا. أمضى الشمبانزي تشانس البالغ من العمر أربع سنوات بعض الوقت مع الممثل ليوناردو دي كابريو وتعلم التزلج على الجليد على مدار ثلاثة أسابيع. كما قدمت المحمية أسدًا اسمه هاندسوم لأن الشركة التجارية للفيلم استخدمت أسدًا لرمز الشركة. نفى داني بوروش وجود أي حيوانات في مكاتب في الشركة قديماً، رغم أنه اعترف بأكل سمكة الموظف الذهبية.

### الشتائم
سجّل الفيلم رقمًا قياسيًا في موسوعة غينيس للأرقام القياسية لأعلى شتائم في فيلم سينمائي. استخدمت كلمة "fuck" خمسمائة وتسعة وستون مرة مرة في الفيلم، بمتوسط 2.81 مرة في الدقيقة. كان حاملو الأرقام القياسية السابقة هم فيلم كازينو الذي أخرجه سكورسيزي عام 1995، والذي كان يحتوي على 422 استخدامًا للكلمة، بما في ذلك في السرد الصوتي، والفيلم البريطاني عام 1997 Nil by Mouth، حيث تم استخدام الكلمة 428 مرة.
تم قص حوال 45 دقيقة من عرض الفيلم من قبل موزع الفيلم في الإمارات العربية المتحدة لحذف المشاهد صريحة من الجنس، والشتائم، والألفاظ النابية، وتعاطي المخدرات، والحوار «الصامت» الذي يحتوي على شتائم. ذكرت صحيفة ذا ناشيونال أن رواد السينما في الإمارات العربية المتحدة يعتقدون أنه ما كان يجب عرض الفيلم بدلاً من تحريره بشكل كبير.

## الإصدار
كان من المقرر صدور الفيلم في 15 نوفمبر 2013، لكن تم تأجيله إلى ديسمبر، من أجل قطع مشاهد منه لتقليل وقته. في 29 أكتوبر 2013، أكدت باراماونت أنه الفيلم سيصدر في يوم عيد الميلاد 2013. أكدت شركة بارماونت رسميًا تاريخ إصدار الفيلم في يوم عيد الميلاد 2013 بتاريخ 29 أكتوبر 2013، ومدة عرض الفيلم هي 165 دقيقة. في 25 نوفمبر 2013، أُعلن عن مدة عرض الفيلم وهي 179 دقيقة. ذئب وول ستريت مصنف رسميا «R» (بسبب المحتوى الجنسي القوي، والعُري، وتعاطي المخدرات، واللغة الفظة، وبعض العنف). كان على مارتن سكورسيزي حذف بعض المحتوى الجنسي والتعري وذلك لتجنب الحصول على تصنيف «NC-17». في المملكة المتحدة، حصل الفيلم على 18 شهادة من المجلس البريطاني لتصنيف الأفلام على أنه «لغة قوية جدًا، وجنس قوي، ووجود تعاطي المخدرات بشدة». عُرِض الفيلم لأول مرة في مسرح Ziegfeld في مدينة نيويورك في 17 ديسمبر 2013، متبوعًا بإصدارات واسع في 25 ديسمبر 2013.
حُظِر الفيلم في ماليزيا ونيبال وزيمبابوي وكينيا بسبب المشاهد التي تصور الجنس والمخدرات والاستخدام المفرط للألفاظ النابية، كما تم قطع مشاهد إضافية في النسخ التي عُرضت في الهند. في سنغافورة، بعد إجراء عمليات القص لمشهد العربدة بالإضافة إلى بعض الألفاظ النابية أو المهينة دينياً، تم تمرير الفيلم تحت تصنيف "R21".
يمثل الفيلم تغييرًا في تاريخ الأفلام؛ إذ قامت باراماونت بتوزيع على شكل رقمي فأصبحت باراماونت أول استوديو رئيسي يوزع فيلم على المسارح في شكل رقمي، تم توزيع الفيلم بشكل كامل بتوزيع رقمي مقاس 35 ملم. كان المذيع 2: الأسطورة تستمر آخر إنتاج من إنتاج شركة باراماونت يتضمن نسخة فيلم مقاس 35 ملم، بينما كان فيلم ذئب وول ستريت أول فيلم رئيسي يتم توزيعه رقميًا بالكامل.

### مشاركة الفيلم
وفقًا لموقع Excipio، وهو موقع يتتبع انتهاك حقوق التأليف والنشر، تمت مشاركة وتوزيع الفيلم أكثر من 30 مليون مرة عبر مواقع التورنت وكان الفيلم الأكثر تنزيلًا بشكل غير قانوني في عام 2014.

### الإصدار المنزلي
تم إصدار فيلم ذئب وول ستريت على أقراص دي في دي وبلو راي في 25 مارس 2014. في 27 يناير 2014، تم الكشف عن أنه سيتم إلحاق أربع ساعات من نسخة المخرج في الإصدار المنزلي، لكن تم الكشف لاحقًا بواسطة باراماونت بيكتشرز وريد غرانيت بيكتشرز أن الإصدار المنزلي سيحتوي فقط على الإصدار المسرحي.

## الاستقبال

### شباك التذاكر
حقق الفيلم أرباحًا بلغت 116.9 مليون دولار في أمريكا الشمالية و275.1 مليون دولار دوليًا، بإجمالي إيرادات بلغت 392 مليون دولار، مما جعله الفيلم الأعلى ربحًا لسكورسيزي في جميع أنحاء العالم. في أمريكا الشمالية، كان الفيلم في المركز الخامس في أول عطلة نهاية أسبوع له، بمبلغ 19.4 مليون دولار في 3387 مسرح، كان خلف الهوبيت: قفرة سموغ، وملكة الثلج، والمذيع 2: الأسطورة تستمر، واحتيال أمريكي. في أستراليا، هو أعلى فيلم حقق إيرادات من فئة R؛ إذ حصد 12.96 مليون دولار.

### الاستقبال النقدي
على روتن توميتوز، حصل الفيلم على نسبة بلغت 80٪ من النتائج الإيجابية بناءً على 284 مراجعة ومتوسط تقييم بلغ 7.84 / 10. يقول الإجماع النقدي للموقع بأنه «مضحك، وغير محترم للخطأ، يري الفيلم أن مارتن سكورسيزي وليوناردو دي كابريو في أكثر ديناميكياتهما المعدية.» على ميتاكريتيك، حصل الفيلم على 75 من أصل 100 بناءً على 47 منتقدًا يشيرون إلى «المراجعات الإيجابية بشكل عام». نال الفيلم على موقع آي جي إن الفيلم 10/9.5 وقال عنه: «مارتن سكورسيزي قد صنع أصدقاء طيبون لجيل جديد من عشاق الأفلام في ذئب وول ستريت، فيلم جريمة ملحمي آخر ذو طابع هزلي أسود عن نوع مختلف من الخارج عن القانون: الرأسمالي الجاحد. هذا أفضل تعاون بين سكورسيزي وليوناردو دي كابريو حتى الآن.»
اختار الناقد السينمائي لمجلة رولينغ ستون «بيتر ترافرز» ذئب وول ستريت كثالث أفضل فيلم في 2013، خلف 12 سنة عبد وجاذبية في المركز الأول والثاني. اُختير الفيلم كواحد من أفضل 10 أفلام السنة من قبل معهد الفيلم الأمريكي المجلس الوطني للمراجعة. قال ميك لاسال من سان فرانسيسكو كرونيكل «إنه أفضل فيلم أمريكي يتم إصداره هذا العام والأكثر إمتاعًا»، منح ريتشارد روبر من صحيفة شيكاغو سن-تايمز الفيلم درجة "B +"، قائلاً أن الفيلم «جيد، ولكن ليس بمستوى سكورسيزي الرائع».
كتبت دانا ستيفنز من سلايت أن الفيلم لم ينجح بالنسبة لها، واصفة الفيلم بأنه «ملحمة في الحجم، ضيق النطاق بشكل خانق.» جادلت مارشال فاين من The Huffington Post بأن القصة «تريدنا أن نكون مهتمين بالشخصيات الباهتة، والتي تصبح باهتة أكثر بسبب أوهامهم بأنهم مثيرون للاهتمام وذلك لأنهم مدمنون». نظر بعض النقاد إلى الفيلم على أنه تمجيد غير مسؤول عوضًا عن السخرية للإصلاح. دافع دي كابريو عن الفيلم بحجة أنه لا يمجد أسلوب الحياة المتهورة.
في عام 2016، احتل الفيلم المرتبة رقم 78 في قائمة أعظم 100 فيلم على قناة بي بي سي في القرن الحادي والعشرين. في يونيو 2017، اختار ريتشارد برودي من مجلة النيويوركر فيلم ذئب وول ستريت باعتباره ثاني أفضل فيلم في القرن الحادي والعشرين حتى الآن، خلف الفيلم الفرنسي «في مدح الحب» للمخرج جان-لوك غودار. في عام 2019، اختار برودي الفيلم كأفضل فيلم في العقد الثاني من القرن الحادي والعشرين.

### استطلاعات الجمهور
حصل الفيلم على تصنيف "C" من الجماهير التي استطلعت آراءها عل سينماسكور، وهو تصنيف أقل من أي شيء آخر في دور العرض في الأسبوع الافتتاحي للفيلم. تقول صحيفة لوس أنجلوس تايمز أن الفيلم اجتذب مشاهدين محافظين من خلال تصويره نبرة أكثر أخلاقية في تسويقه.
كتبت كريستينا ماكدويل، ابنة توم بروساليس، الذي عمل عن كثب مع جوردان بيلفورت الواقعي في شركة ستراتون أوكمونت، رسالة مفتوحة تخاطب سكورسيزي، ودي كابريو، وبلفورت نفسه، تنتقد فيها الفيلم لعدم تصويره بشكل كافٍ لضحايا الجرائم المالية التي أنشأتها ستراتون أوكمونت، نتيجة لهذا ببسبب تجاهل الضرر الذي لحق بعائلتها مُنِحَت الشهرة لأشخاص لا يستحقونها (بيلفورت وشركائه، بمن فيهم والدها).
شاهد ستيفن بيرلبرغ من بيزنس إنسايدر عرضًا مسبقًا للفيلم في ريجال سينيماز بالقرب من مبنى غولدمان ساكس، مع جمهور من العمال الماليين والمصرفيين. أفاد بيرلبرغ أن هتافات الجمهور كانت في اللحظات الخاطئة قائلاً: «عندما قام بيلفورت - مدمن مخدرات يحاول أن يظل متيقظًا - بتمزيق وسادة الأريكة للوصول إلى مخبئه السري، كانت هناك هتافات».
انتقد جويل إم كوهين الفيلم والكتاب الذي يستند إليه، كوهين هو المساعد السابق للمدعي العام للولايات المتحدة، وهو الذي قاضى بيلفورت الحقيقي. قال إنه يعتقد أن بعض ادعاءات بيلفورت في الفيلم «مُخترعة»، على سبيل المثال «عزز [بيلفورت] أهميته وتبجيله له من قبل الآخرين في شركته». وينتقد الفيلم بشدة لعدم تصويره «آلاف ضحايا [الاحتيال] الذين فقدوا مئات الملايين من الدولارات»، ولم يقبل كوهين حجة صانعي الفيلم بأن ذلك كان سيحول الانتباه عن المذنبين في الفيلم، علاوة على ذلك، فإنه يأسف لنهاية الفيلم - «أكثر من إهانة» لضحاياه - في المشهد الذي يظهر فيه بيلفورت الحقيقي، بينما يُظهر «علامة كبيرة تعلن عن اسم الشركة التحفيزية الحقيقية للسيد بيلفورت»، وتصور جوردان تصويرًا إيجابيًا لنطق «كلمات متغيرة من نفس الأكاذيب التي درب الآخرين على استخدامها ضد ضحاياه».

### رأي جوردان بيلفورت
في مقابلة مع لندن ريال، علق جوردان بيلفورت على تصوير الفيلم عنه وعن ستراتون أوكمونت. في هذه المقابلة، ذكر بيلفورت أن الفيلم قام بعمل ممتاز في وصف «الشعور العام» لتلك السنوات، مشيرًا إلى أن «الصداقة الحميمة، والجنون، كانت دقيقة». فيما يتعلق باستخدامه للمخدرات، ذكر بيلفورت أن عاداته الفعلية كانت «أسوأ بكثير» مما تم تصويره في الفيلم، مشيرًا إلى أنه في النهاية كان «يتناول 22 مخدرًا مختلفًا».
يحلل بيلفورت أيضًا عدم الدقة الرئيسية فيما يتعلق بتبسيط الفيلم المفرط لانتقال ستراتون أوكمونت التدريجي من الدفاع عن "الأسهم المضاربة" من أجل "المساعدة في بناء أمريكا" إلى الجرائم الجشعة التي لا معنى لها على نحو متزايد. خلال المقابلة، عبر بيلفورت عن أنه "لا يحب سماع" صور مبسطة وصريحة للغاية لجرائمه لأنه "جعلني أبدو وكأنني كنت أحاول فقط سرقة الناس". على الرغم من عدم رضاه عن هذه الممارسات، يعترف بيلفورت بالفوائد السينمائية لهذه التبسيط المفرط على أنه "طريقة سهلة للغاية في ثلاث ساعات "لتحريك الجمهور عاطفياً".

### الجوائز
تم ترشيح الفيلم لخمس جوائز أوسكار: أفضل فيلم، أفضل مخرج لسكورسيزي، أفضل سيناريو مقتبس لوينتر، أفضل ممثل لليوناردو دي كابريو، وأفضل ممثل مساعد لهيل. تم ترشيحه أيضًا لأربعة جوائز الأكاديمية البريطانية للأفلام، بما في ذلك أفضل مخرج وأفضل ممثل وأفضل سيناريو مقتبس، وجائزتي غولدن غلوب، بما في ذلك أفضل فيلم - موسيقي أو كوميدي. فاز دي كابريو بجائزة غولدن غلوب لأفضل ممثل - فيلم موسيقي أو كوميدي.
فيما يلي، قائمة بجميع الجوائز والترشيحات التي حصل عليها الفيلم:
| جائزة                                               | موعد الحفل      | فئة                                        | المستلمين والمرشحين                                                      | النتيجة |
| --------------------------------------------------- | --------------- | ------------------------------------------ | ------------------------------------------------------------------------ | ------- |
| جوائز الأكاديمية الأسترالية لفنون الفيلم والتلفزيون | 10 يناير، 2014  | أفضل ممثل - دولي                           | ليوناردو دي كابريو                                                       | رُشِّح     |
| جوائز الأوسكار                                      | 2 مارس، 2014    | أفضل فيلم                                  |                                                                          | رُشِّح     |
| جوائز الأوسكار                                      | 2 مارس، 2014    | أفضل مخرج                                  | مارتن سكورسيزي                                                           | رُشِّح     |
| جوائز الأوسكار                                      | 2 مارس، 2014    | أفضل ممثل                                  | ليوناردو دي كابريو                                                       | رُشِّح     |
| جوائز الأوسكار                                      | 2 مارس، 2014    | أفضل ممثل مساعد                            | جونا هيل                                                                 | رُشِّح     |
| جوائز الأوسكار                                      | 2 مارس، 2014    | أفضل نص سينمائي مقتبس                      | تيرينس وينتر                                                             | رُشِّح     |
| جوائز الأكاديمية البريطانية للأفلام                 | 16 فبراير، 2014 | أفضل مخرج                                  | مارتن سكورسيزي                                                           | رُشِّح     |
| جوائز الأكاديمية البريطانية للأفلام                 | 16 فبراير، 2014 | أفضل ممثل في دور رئيسي                     | ليوناردو دي كابريو                                                       | رُشِّح     |
| جوائز الأكاديمية البريطانية للأفلام                 | 16 فبراير، 2014 | أفضل سيناريو مقتبس                         | تيرينس وينتر                                                             | رُشِّح     |
| جوائز الأكاديمية البريطانية للأفلام                 | 16 فبراير، 2014 | أفضل مونتاج                                | ثيلما شونماكر                                                            | رُشِّح     |
| معهد الفيلم الأمريكي                                | 10 يناير، 2014  | أفضل عشر أفلام السنة                       | مارتن سكورسيزي، ليوناردو دي كابريو، رضا عزيز، جوي مكفارلاند، إيما كوسكوف | فوز     |
| جوائز الغولدن غلوب                                  | 12 يناير، 2014  | أفضل فيلم – موسيقي أو كوميدي               |                                                                          | رُشِّح     |
| جوائز الغولدن غلوب                                  | 12 يناير، 2014  | أفضل أداء لممثل في فيلم – موسيقي أو كوميدي | ليوناردو دي كابريو                                                       | فوز     |
| آي جي إن's Best of 2013 Awards                      | 10 يناير، 2014  | أفضل فيلم                                  |                                                                          | رُشِّح     |
| آي جي إن's Best of 2013 Awards                      | 10 يناير، 2014  | أفضل فيلم دراما                            |                                                                          | رُشِّح     |
| آي جي إن's Best of 2013 Awards                      | 10 يناير، 2014  | أفضل ممثل فيلم                             | ليوناردو دي كابريو                                                       | رُشِّح     |
| آي جي إن's Best of 2013 Awards                      | 10 يناير، 2014  | أفضل مخرج فيلم                             | مارتن سكورسيزي                                                           | رُشِّح     |
| آي جي إن's Best of 2013 Awards                      | 10 يناير، 2014  | أفضل عرض دعائي                             | لأفضل عرض تشويقي (teaser)                                                | فوز     |
| المجلس الوطني للمراجعة                              | 4 ديسمبر، 2013  | أفضل سيناريو مقتبس                         | تيرينس وينتر                                                             | فوز     |
| المجلس الوطني للمراجعة                              | 4 ديسمبر، 2013  | أفضل 10 أفلام                              | ذئب وول ستريت                                                            | فوز     |
| جوائز ستالايت                                       | 24 فبراير، 2014 | أفضل فيلم                                  |                                                                          | رُشِّح     |
| جوائز ستالايت                                       | 24 فبراير، 2014 | أفضل مخرج                                  | مارتن سكورسيزي                                                           | رُشِّح     |
| جوائز ستالايت                                       | 24 فبراير، 2014 | أفضل ممثل                                  | ليوناردو دي كابريو                                                       | رُشِّح     |
| جوائز ستالايت                                       | 24 فبراير، 2014 | أفضل سيناريو مقتبس                         | تيرينس وينتر                                                             | رُشِّح     |
| جوائز ستالايت                                       | 24 فبراير، 2014 | أفضل مونتاج                                | ثيلما شوون ميكر                                                          | رُشِّح     |

## روابط خارجية
- الموقع الرسمي
- مقالات تستعمل روابط فنية بلا صلة مع ويكي بيانات